# Esacus recurvirostris
L'occhione maggiore indiano (Esacus recurvirostris (Cuvier, 1829)) è un uccello della famiglia Burhinidae.

## Distribuzione e habitat
Questo uccello vive nell'Asia meridionale, dall'Iran al Vietnam, Bangladesh, Cina, Nepal e Sri Lanka.